# Seticornuta apicalis
Seticornuta apicalis är en stekelart som först beskrevs av Cresson 1864.  Seticornuta apicalis ingår i släktet Seticornuta och familjen brokparasitsteklar. Inga underarter finns listade i Catalogue of Life.